# Jesse Sergent
Jesse Sergent (ur. 8 lipca 1988 w Feilding) – były nowozelandzki kolarz torowy i szosowy, dwukrotny medalista olimpijski i czterokrotny medalista mistrzostw świata.

## Kariera
Jeden raz występował w igrzyskach olimpijskich. W 2008 roku w Pekinie zdobył brązowy medal (razem z Haydenem Roulstonem, Marcem Ryanem i Samem Bewleyem) w wyścigu na dochodzenie drużynowo. Srebrny indywidualnie i dwukrotnie brązowy medalista w drużynie podczas mistrzostw świata seniorów oraz mistrz świata juniorów (2005) w drużynowym wyścigu na dochodzenie. Srebrny medalista Igrzysk Wspólnoty Narodów w 2010 roku w drużynowym wyścigu na dochodzenie.
Trzeci kolarz wyścigu szosowego Olympia’s Tour w 2010 roku i zwycięzca Driedaagse van West-Vlaanderen rok później.
W lipcu 2016 roku ogłosił zakończenie kariery w związku z problemami zdrowotnymi.

## Najważniejsze zwycięstwa i sukcesy

### tor
2008
- 3. miejsce w igrzyskach olimpijskich (wyścig druż. na dochodzenie)

2009
- 3. miejsce w mistrzostwach świata (wyścig druż. na dochodzenie)

2010
- 2. miejsce w mistrzostwach świata (wyścig ind. na dochodzenie)
- 3. miejsce w mistrzostwach świata (wyścig druż. na dochodzenie)

2011
- 2. miejsce w mistrzostwach świata (wyścig ind. na dochodzenie)

2012
- 3. miejsce w igrzyskach olimpijskich (wyścig druż. na dochodzenie)

### szosa
2010
- 3. miejsce w Olympia’s Tour

2011
- 1. miejsce w Driedaagse van West-Vlaanderen
  - 1. miejsce na prologu
- 1. miejsce w Tour du Poitou-Charentes
  - 1. miejsce 4. etapie
- 1. miejsce na 4. etapie Eneco Tour

2012
- 2. miejsce w Driedaagse van West-Vlaanderen

2013
- 7. miejsce w Volta ao Algarve